# Répartition proportionnelle
La répartition proportionnelle est une méthode de taxation qui alloue les profits (ou les pertes) d'une société ou d'un groupe à une juridiction spécifique dans laquelle cette société possède une présence fiscale.
Il s'agit d'une alternative à la taxation par entité comptable, selon laquelle chaque branche ou filiale d'une société situé dans une juridiction est considérée comme une entité séparée, ce qui requiert l'établissement de prix pour les transactions avec d'autres parties de la société ou du groupe suivant le principe du prix de pleine concurrence, commun dans l'établissement d'un prix de transfert.